# پورتافری
پورتافری (به انگلیسی: Portaferry) یک شهرک در بریتانیا است که در شهرستان داون واقع شده‌است. پورتافری ۲٬۵۱۴ نفر جمعیت دارد.